# Beheerbranden

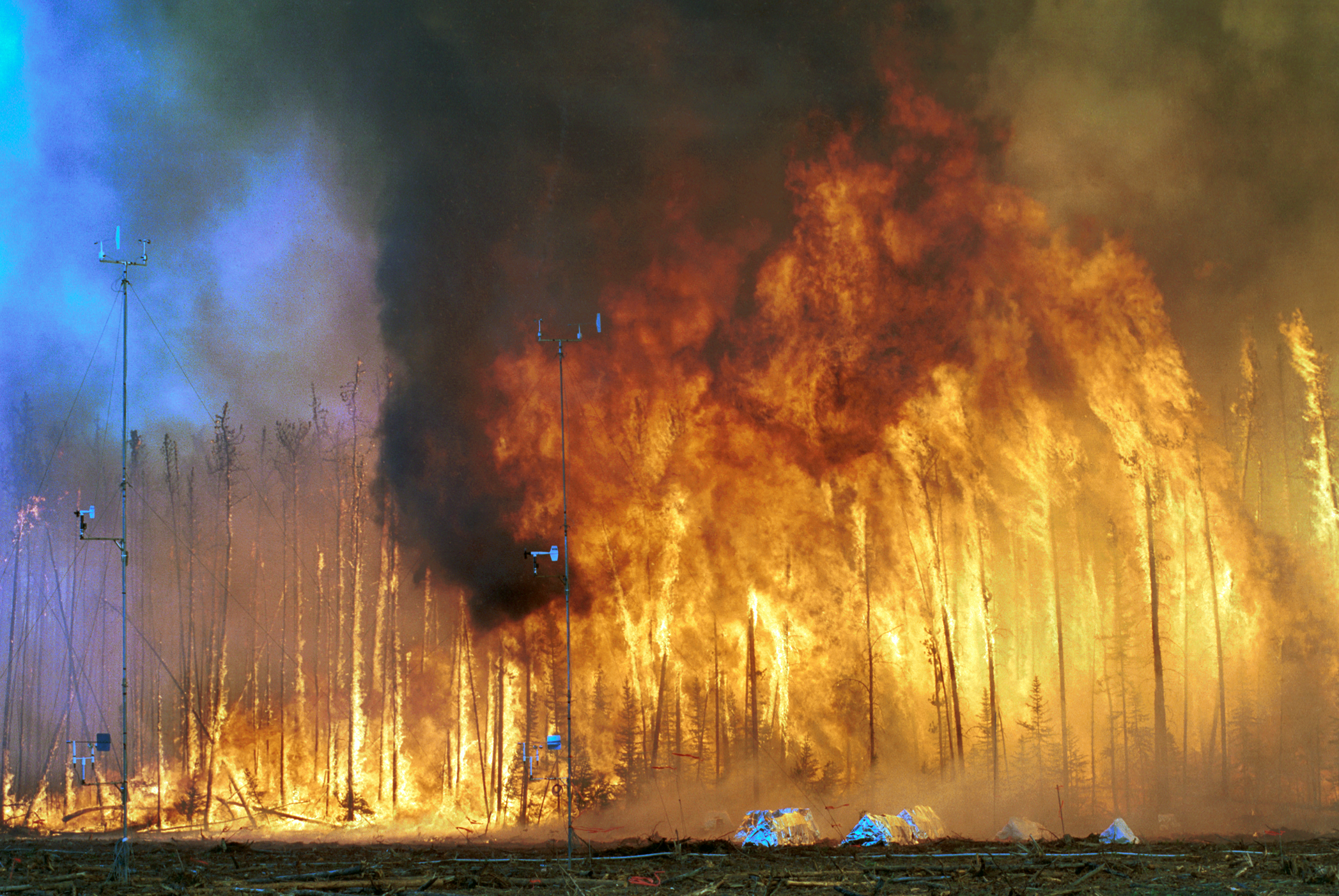
Het International Crown Fire Modeling Experiment, een experiment met een kroonvuur in Northwest Territories, Canada, met meetapparatuur op de voorgrond

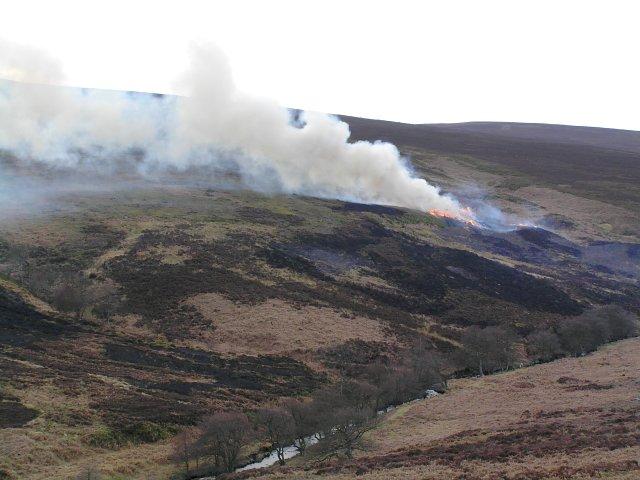
In het natuurpark North York Moors wordt heide ongeveer elke tien jaar beheerd in brand gestoken. Hierdoor wordt voorkomen dat er grotere branden kunnen ontstaan die het onderliggende veen bereiken. Ook wordt een te dichte begroeiing voorkomen waardoor bepaalde diersoorten hier niet meer zouden kunnen gedijen

Beheerbranden is een beheermethode waarbij delen van een natuurgebied gecontroleerd worden gebrand.
Door beheerbranden kan de vegetatie verjongd worden en de biodiversiteit toenemen, terwijl ook brandbaar materiaal als dood hout en de opslag van struiken en jonge bomen worden verwijderd, zodat natuurbranden beheersbaarder worden. In het laatste geval wordt ook wel gesproken van preventief branden of branden volgens voorschrift, naar het Engelse prescribed burning.
Beheerbranden kunnen ook in stedelijke context uitgevoerd worden: om in het voorjaar hooikoorts veroorzakende pollen onder controle te krijgen kunnen hele parken met een lage vuur geschoeid worden.